# Bovenden
Bovenden is een gemeente in de Duitse deelstaat Nedersaksen. De gemeente ligt in het Landkreis Göttingen. De gemeente telde 14.095 inwoners op 31 december 2023.

## Indeling
De gemeente bestaat naast het hoofddorp Bovenden uit nog zeven dorpen. 
- Billingshausen
- Eddigehausen
- Emmenhausen
- Harste
- Lenglern
- Reyershausen
- Spanbeck

## Geboren
- Jean-Manuel Mbom (24 februari 2000), voetballer

## DevlekBovenden

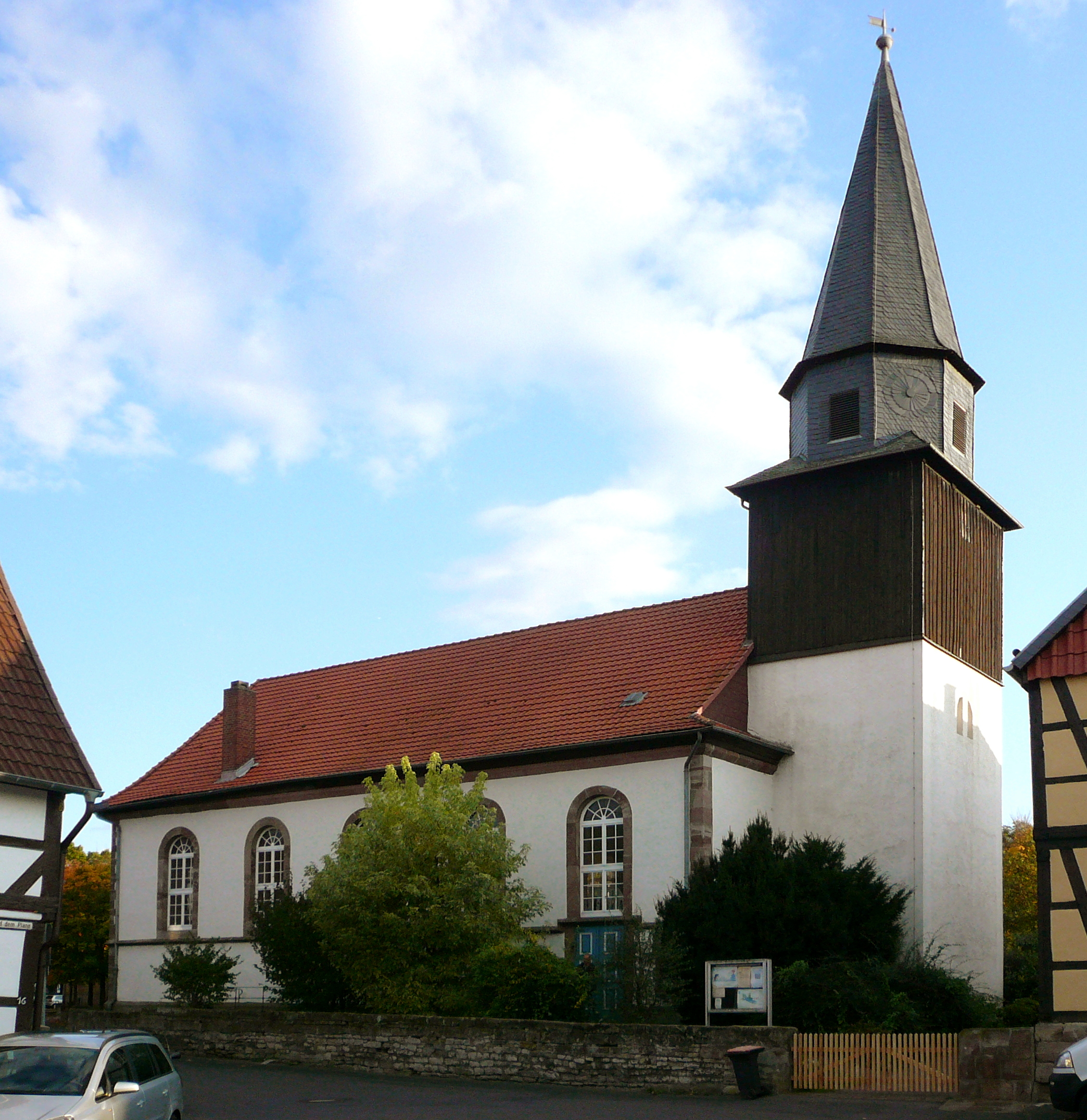
Dorpskerk

Bovenden is wat in het Duits wordt aangeduid als een vlek. Een plaats met een zekere centrumfunctie en historisch in het bezit van enige rechten, waaronder vaak het marktrecht, het recht om een of meermalen per jaar een markt te houden. 

## Bezienswaardigheid
- De burgruïne van de Heerlijkheid Plesse

- Bibliothèque nationale de France: cb11934092x (data)
- Gemeinsame Normdatei: 4007879-6
- Library of Congress Control Number: n81095129
- MusicBrainz: 60983c33-50a8-4b12-8a59-a208ced68991
- Nationale Bibliotheek van Tsjechië: ge1219470
- Nationale Bibliotheek van Israël: 987007552866305171
- Virtual International Authority File: 167770593
- WorldCat: E39PBJhd7JTQXTDDtqmgtfY773

Adelebsen · 
Bad Grund · 
Bad Lauterberg im Harz · 
Bad Sachsa · 
Bilshausen · 
Bodensee · 
Bovenden · 
Bühren · 
Dransfeld · 
Duderstadt · 
Ebergötzen · 
Elbingerode · 
Friedland · 
Gieboldehausen · 
Gleichen · 
Göttingen · 
Hann. Münden · 
Harz (gemeentevrij gebied, Landkreis Göttingen) ·
Hattorf am Harz · 
Herzberg am Harz · 
Hörden am Harz · 
Jühnde · 
Krebeck · 
Landolfshausen · 
Niemetal · 
Obernfeld · 
Osterode am Harz · 
Rhumspringe · 
Rollshausen · 
Rosdorf · 
Rüdershausen · 
Scheden · 
Seeburg · 
Seulingen · 
Staufenberg · 
Waake · 
Walkenried · 
Wollbrandshausen · 
Wollershausen · 
Wulften am Harz